# Personaggi di BoJack Horseman

I personaggi principali della serie. Da sinistra a destra: BoJack, Diane, Princess Carolyn, Mr. Peanutbutter e Todd.

Questa voce contiene un elenco dei personaggi presenti nella serie animata BoJack Horseman.

## Personaggi principali

### BoJack Horseman
BoJack Horseman, voce originale di Will Arnett, italiana di Fabrizio Pucci. 
Un cavallo di mezza età la cui carriera di attore ha raggiunto il culmine quando ha recitato in una sitcom di successo chiamata "Horsin' Around" alla fine degli anni ottanta. Ha continuato a recitare in "The BoJack Horseman Show", una sitcom più spericolata e di minor successo che è stata cancellata nel 2007 dopo solo una stagione. Da allora è diventato cinico, profondamente depresso e stanco. Bojack ha dimostrato di essere attento e perspicace, ma le sue insicurezze, la solitudine e il disperato bisogno di approvazione spesso sfociano in azioni autodistruttive che devastano quelli che lo circondano. Molte delle sue problematiche derivano dall'abuso di droghe, alcol, dalle decisioni che ha preso durante la sua carriera e dai problemi con i suoi genitori durante l'infanzia, mostrata al pubblico attraverso flashback. Alla fine della quinta stagione, BoJack va in riabilitazione dopo aver sviluppato una tossicodipendenza agli antidolorifici da prescrizione. Nella sesta stagione, decide di combattere i suoi demoni interiori in modo da poter rimanere sobrio e accontentarsi di se stesso, accettando un lavoro come professore di recitazione all'università di Wesleyan. Il suo passato inevitabilmente lo raggiunge, tuttavia, quando Hollywoo Reporter racconta una storia sul suo ruolo nella morte di Sarah Lynn, con tutti i dettagli dei suoi molti errori e passi falsi che diventano conoscenza comune e BoJack viene inevitabilmente messo alla gogna. L'isolamento che ne deriva lo fa ricadere brevemente nei suoi vecchi modi, irrompendo nella sua vecchia casa, usando droghe e alcol e tentando il suicidio annegando nella sua vecchia piscina. Il suo corpo viene ritrovato la mattina seguente e, dopo essere stato inizialmente dichiarato morto, alla fine sopravvive e viene condannato al carcere per violazione di domicilio. Nel finale della serie, viene scarcerato per un giorno, in modo da poter assistere al matrimonio di Princess Carolyn, durante il quale si prende il tempo di fare ammenda con ciascuno dei suoi vecchi amici.

### Princess Carolyn
Princess Carolyn, voce originale di Amy Sedaris, italiana di Giò Giò Rapattoni. 
Una gatta persiana rosa. È l'agente ed ex fidanzata di BoJack e lavora inizialmente all'agenzia di agenti Vigor e successivamente nella propria. Aggressiva e manipolatrice, è fiera di se stessa per come riesce a tenere separati lavoro e vita privata. Lotta per tutta la serie per avere una famiglia, ma spesso soffre di aborti spontanei. Nella quinta stagione, dopo diversi tentativi falliti, adotta un piccolo istrice di Sadie, una giovane donna della sua città natale nella Carolina del Nord, che successivamente chiama Ruthie nella sesta stagione. Viene rivelato nella quinta stagione che è andata a Los Angeles, California perché è stata accettata nella UCLA. Nella sesta stagione, riassume il suo vecchio assistente Judah per aiutarla a gestire la VIM e le viene successivamente offerto di dirigere la sua società di produzione incentrata sulle donne di Lenny Turteltaub chiamata Girteltaub. Mentre si prepara a fare la transizione, Judah confessa il suo amore per lei e un anno dopo si sposano. Dice a BoJack che gli augura ogni bene, ma anche che non avranno alcuna relazione professionale futura.

### Diane Nguyen
Diane Nguyen, voce originale di Alison Brie, italiana di Chiara Gioncardi. 
Diane è una ghostwriter trentaquattrenne di Boston, ma di origini vietnamite. Diane è un'intellettuale incompresa, si definisce "femminista della terza ondata" e vive a Beverly Hills con il suo ricco e famoso fidanzato e poi marito, Mr. Peanutbutter. Mentre scrive il libro di memorie di BoJack, lui e Diane inizialmente sviluppano una forte amicizia che diventa sempre più imbarazzante e tesa dopo che BoJack sviluppa sentimenti romantici per lei. Ha lottato per tutta la vita per ottenere riconoscimento per la sua scrittura e viaggia nella Repubblica di Cordovia, devastata dalla guerra, per fare la differenza, ma scopre che questa vita non fa per lei. Si vergogna di tornare da Mr. Peanutbutter, ed entra in una grave depressione, durante la quale beve, consuma droghe e dorme sui mobili da giardino di BoJack. È in grado di conciliare i suoi sentimenti con Mr. Peanutbutter e trova lavoro presso la Vim di Princess Carolyn, dove gestisce i social delle celebrità. Successivamente viene licenziata e viene assunta per scrivere per un blog femminista. Durante e dopo la corsa elettorale di Mr. Peanutbutter come governatore della California, il loro matrimonio inizia a deteriorarsi finché, all'inizio della quinta, divorziano e Diane, dopo una vacanza in Vietnam, si trasferisce in un monolocale in rovina. Nella sesta stagione Diane inizia una relazione con il suo collega, un bisonte di nome Guy, e decide di tornare nel suo monolocale per trasferirsi con lui a Chicago. Comincia a scrivere un nuovo libro di memorie che la riporta alla sua depressione ricorrente. Combatte questo con antidepressivi (cosa che la porta ad un notevole aumento di peso) ma questi bloccano i suoi progressi sul suo libro di memorie, che alla fine abbandona in favore di una serie di fiction per ragazzi chiamata Ivy Tran: Il detective dell'angolo ristoro. Alla fine si trasferisce a Houston con Guy, finendo per sposarlo. Alla fine della serie avrà quella che apparentemente sarà la sua ultima conversazione con BoJack, dicendogli che è grata di averlo conosciuto, ma che è pronta per andare avanti.

### Mr. Peanutbutter
Mr. Peanutbutter, voce originale di Paul F. Tompkins, italiana di Massimo Bitossi. 
Un energico e allegro cane di razza labrador retriever, marito di Diane, e famosa celebrità. Mr. Peanutbutter era il protagonista della sitcom Mr. Peanutbutter's House, simile nella trama alla rivale Horsin' Around. Prima di Diane era stato sposato con Katrina e con l'attrice Jessica Biel. Nonostante la loro rivalità, Mr. Peanutbutter si preoccupa molto dell'opinione di BoJack e lo ammira per il suo lavoro. Stringe un rapporto particolarmente stretto con Todd con cui, grazie al proprio atteggiamento positivo e risorse finanziarie combinati con i piani stravaganti di Todd, spesso si getta in iniziative imprenditoriali discutibili, come un negozio di Halloween che è aperto esclusivamente a gennaio. Nella seconda stagione, Mr. Peanutbutter inizia ad ospitare il proprio show televisivo dopo che la sua società cinematografica è entrata in bancarotta a causa delle ingenti spese di lui e Todd per prodotti inutili. Spesso, durante una conversazione, lascia l'altra persona, per parlare con una presenza fuori dallo schermo, conosciuta solo come "Erica". È laureato alla Northwestern University. Dopo il divorzio da Diane ha iniziato a frequentare un carlino di nome Pickles, molto più giovane di lui ma con cui condivide molti tratti della personalità. Alla fine del finale della quinta stagione le propone di sposarlo, sebbene solo per un senso colpa causato dall'averla tradita due volte con Diane. Alla fine racconta a Pickles della sua infedeltà, portando alla decisione congiunta che, per pareggiare i conti, lei deve fare sesso con due uomini. Successivamente diventa il volto della depressione in un tour negli Stati Uniti che parla della malattia mentale con la pop star Joey Pogo. Durante questo periodo, incoraggia Pickles a dormire con Pogo per via delle loro somiglianze, cosa che alla poi gli si ritorcerà contro quando Pickles lo lascerà per Pogo.

### Todd Chavez
Todd Chavez, voce originale di Aaron Paul, italiana di Andrea Lavagnino.
Un ragazzo di 24 anni disoccupato che cinque anni prima dell'inizio della serie si è imbucato a una festa a casa di BoJack e non se ne è più andato. BoJack lo rimprovera e lo disdegna continuamente ma segretamente tiene a lui, continuando a sabotare ogni suo tentativo di diventare indipendente. Col tempo diventa il socio in affari di Mr. Peanutbutter. Alla fine della terza stagione scoprirà di essere asessuale. Todd ha anche una straordinaria abilità nel mettersi in situazioni assurde ed estremamente pericolose quando i suoi amici non ci sono, come entrare in combattimenti con le armi in diverse occasioni, finire in prigione e in un caso scambiarsi di posto con il dittatore di Cordovia, un paese immaginario dell'Europa orientale nel mezzo di una brutale guerra civile. Vede sempre il meglio in BoJack, nonostante la sua moltitudine di problemi, fino alla fine terza stagione, quando alla fine lo abbandona per i suoi continui misfatti. Nella quinta stagione, ottiene una posizione dirigenziale presso una società di orologi ma poi viene licenziato alla fine della stagione. Nella sesta stagione, diventa il babysitter di Ruthie, la figlia adottiva di Princess Carolyn, e dona uno dei suoi reni a sua madre, con cui non parla da dieci anni, salvandole la vita. In seguito inizia una relazione con Maude, una cassiera asessuale in un aeroporto di Cinnabunny, con cui condivide un'affinità per idee stravaganti e bizzarre. Si riconcilia anche con sua madre dopo diversi tentativi falliti che catturarono la sua attenzione dopo aver messo in scena un falso rapimento insieme all'attrice Margo Martindale. Alla fine della serie, Todd si riconcilia con BoJack al matrimonio di Princess Carolyn, rivelando che ha recuperato il rapporto con sua madre e si gode una vita a suo agio con Maude e il suo servizio di asilo nido che gestisce alla VIM. Incoraggia anche BoJack a rimanere sobrio.

## Personaggi ricorrenti

### Introdotti nella prima stagione
- Pinky Penguin, voce originale di Patton Oswalt, italiana di Pino Ammendola.

Un pinguino imperatore che lavora inizialmente come editore del libro di BoJack. La sua casa editrice è costantemente sull'orlo del fallimento e sembra dipendere del tutto dal libro di BoJack per salvarsi.
- Sarah Lynn / Sabrina, voce originale di Kristen Schaal, italiana di Domitilla D'Amico.

Un'attrice umana celebre per aver interpretato la figlia adottiva più piccola nella sitcom Horsin' Around, e la quale vedeva in BoJack un surrogato di figura paterna fuori dagli schermi. Terminata la carriera d'attrice, ella divenne una celebre pop star nei primi anni 2000, per poi degenerare nel tunnel della droga e dell'alcolismo. Muore di overdose, dopo una notte brava, fra le braccia di BoJack.
- Herb Kazzaz / Mister Liberatore, voce originale di Stanley Tucci, italiana di Carlo Valli.

Era il migliore amico umano di BoJack, e l'ideatore e sceneggiatore di Horsin' Around. La loro amicizia si infranse quando, all'apice del suo successo, BoJack non fece nulla per impedire che Herb venisse licenziato dal network a causa della sua omosessualità. Tuttavia Herb rivelerà a BoJack, diversi anni dopo, che quello che non potrà perdonargli non è di non essersi schierato apertamente dalla sua parte contro il network, ma di averlo abbandonato, come amico, nel momento del bisogno. Muore, dopo essere guarito dal cancro, in un incidente stradale, a causa di una reazione allergica (si schianta, sopravvivendo, contro un camion di arachidi, alle quali era allergico).
- Tina

Una femmina di orso bruno che assisteva Herb come infermiera e in seguito la madre di BoJack. Non parla e si esprime solo ringhiando.
- Charlotte Moore, voce originale di Olivia Wilde, italiana di Daniela Calò.

Una cerva amica di vecchia data di Herb e BoJack, della quale il cavallo era innamorato. In un episodio, durante un trip, BoJack immagina una vita alternativa in cui invece di ritirarsi nei suoi allori, è andato a vivere con Charlotte nel Maine. Al funerale di Herb, BoJack scopre che in realtà l'amica ora vive in Nuovo Messico e si mette in testa di raggiungerla. Quando finalmente ci riesce, scopre che Charlotte si è sposata e vive una vita felice col marito Kyle e i figli Trip e Penny. BoJack si trasferisce a vivere con la famiglia di Charlotte per un lungo periodo, ma lei lo caccerà, dopo averlo sorpreso a letto con la figlia Penny.
- Beatrice Sugarman in Horseman, voce originale di Wendie Malick, italiana di Emanuela Baroni.

La madre negligente e anaffettiva di BoJack. Erede di una compagnia di zollette di zucchero, in primo luogo appare nei flashback dell'infanzia di BoJack. Nella quarta stagione si scopre che la casa d'infanzia di Beatrice si trovava nel Michigan e che aveva un fratello maggiore di nome Crackerjack, morto nella seconda guerra mondiale. Dopo essere rimasta incinta di Butterscotch, Beatrice decise di sposarlo e di trasferirsi con lui in California, dove iniziò a sfogare tutto il suo risentimento su BoJack, accusandolo di tutte le insoddisfazioni della sua vita. La donna ora soffre di demenza senile e, dopo un incidente alla sua casa di cura, si trasferisce con BoJack e Hollyhock. Si scopre, in seguito, che il comportamento senza amore di Beatrice nei confronti del figlio era provocato da un trauma infantile di quando alla madre, disperata per la perdita del figlio maggiore, venne fatta praticare una lobotomia, per volontà del marito, per annullarne la sofferenza e i comportamenti incontrollabili. In quell'occasione la madre consiglia alla figlia di non amare mai nessuno, tanto quanto lei ha amato il figlio.
- Butterscotch Horseman, voce originale di Will Arnett, italiana di Fabrizio Pucci.

Un cavallo, padre di BoJack, che abusa verbalmente e fisicamente del figlio. Appare nei flashback dell'infanzia di BoJack. Butterscotch era un romanziere fallito e alcolizzato, risentito dell'indipendenza finanziaria di sua moglie. Adesso Butterscotch è morto, in quanto in un flashback si vedono BoJack e Beatrice andare al suo funerale. Nella quarta stagione si scopre che Butterscotch è il padre di Hollyhock, nata da una relazione con la domestica Henrietta.
- Lenny Turteltaub, voce originale di J. K. Simmons, italiana di Stefano De Sando.

Una tartaruga produttore di film ad alto budget. Racconta di aver lavorato insieme a Buster Keaton e altri attori del passato, rivelando così la sua veneranda età.
- Sextina Aquafina, voce originale di Aisha Tyler (stagioni 1-2) e Daniele Gaither (stagione 3), italiana di Flaminia Fegarotti.

Una femmina di delfino e idolo della musica pop. Ha un incontro con Diane che le propone di diventare la sua ghostwriter sui social network.
- Bradley Hitler Smith / Ethan, voce originale di Adam Conover, italiana di Dario De Rosa (bambino) e Francesco Meoni (adulto).

Un attore celebre per aver avere interpretato il figlio adottivo nella sitcom Horsin' Around, qualche anno dopo la conclusione dello show apre una catena di ferramenta.
- Joelle Clark / Olivia, voce originale di Alison Brie, italiana di Benedetta Gravina.

Un'attrice diventata celebre per aver avere interpretato la figlia adottiva più grande nella sitcom Horsin' Around, qualche anno dopo il termine delle riprese, intraprende una carriera teatrale.
- Un tipo alla Ryan Seacrest, voce originale di Adam Conover, italiana di Roberto Certomà.

Un umano che conduce la trasmissione Excess Hollywood (più tardi rinominata Excess Hollywoo, quando BoJack ruba e distrugge accidentalmente la lettera D della Scritta Hollywood). Intervista le celebrità.
- Tom Jumbo-Grumbo, voce originale di Keith Olbermann, italiana di Franco Zucca.

Una balena giornalista che lavora come anchorman alla MSNBSea. Spesso parla dei guai combinati da BoJack e gli altri personaggi di Hollywoo.
- Wayne, voce originale di Wyatt Cenac, italiana Fabrizio Picconi.

Un umano afroamericano, ex fidanzato di Diane. È un hipster e uno scrittore per BuzzFeed.
- Miao Miao Pelosetto, voce originale di Cedric Yarbrough, italiana di Renato Cecchetto (stagioni 1-5) e Stefano Alessandroni (stagione 6).

Un gatto agente di polizia di Hollywoo. Prende il suo lavoro molto sul serio, anche se spesso trascura il suo dovere per delle sciocche discussioni con i colleghi. Viene definito "scheggia impazzita" dal suo capo e dai suoi colleghi.
- Charley Witherspoon, voce originale di Raphael Bob-Waksberg, italiana di Ivan Andreani.

Una raganella che lavora alla Vigor nell'ufficio sopra quello di Princess Carolyn. È il figlio del presidente della compagnia e per questo viene spesso favorito dalle alte sfere. Una sua battuta ricorrente riguarda le sue mani che si attaccano a tutto.
- Vincent Uomoadulto, voce originale di Alison Brie, italiana di Alessio Puccio.

È stato per un po' il fidanzato di Princess Carolyn. BoJack sembra essere l'unico ad accorgersi che si tratta in realtà di tre ragazzini uno sull'altro sotto un impermeabile.
- Dr. Allen Hu, voce originale di Ken Jeong, italiana di Oliviero Dinelli.

Un medico umano che vende droghe a Sarah Lynn.
- Sebastian St. Clair, voce originale di Keegan-Michael Key, italiana di Luca Biagini.

Un facoltoso leopardo delle nevi che convince Diane a raggiungerlo in un paese del terzo mondo, la Cordovia. Diane inizialmente lo segue con intenti altruistici, nonostante il disappunto del marito, per poi rimanere delusa dal comportamento di Sebastian, più preoccupato a coltivare la sua immagine di filantropo che ad aiutare veramente i cordoviani.
- Babbuino corridore, voce originale di Jason Beghe, italiana di Edoardo Stoppacciaro.

Un anziano babbuino bianco che viene spesso visto fare jogging presso casa di BoJack. Nell'episodio conclusivo della seconda stagione, incontra BoJack che corre e lo incoraggia a continuare nonostante le avversità.
- Roxy, voce originale di Fielding Edlow, italiana di Benedetta Degli Innocenti.

Un'amica di vecchia data di Diane, presentata nell'episodio A caval donato non si guarda in bocca.
- Vanessa Gekko, voce originale di Kristin Chenoweth, italiana di Ilaria Latini.

Un'umana che lavora come agente di star alla FME, nemesi di Princess Carolyn.

### Introdotti nella seconda stagione
- Kelsey Jannings, voce originale di Maria Bamford, italiana di Barbara Berengo Gardin.

Una regista umana, lesbica e divorziata, che inizialmente dirige il film su Secretariat, in cui BoJack recita da protagonista nella seconda stagione. Inizialmente cinica e sgarbata con BoJack, i due diventano pian piano amici. Viene poi licenziata da Lenny Turteltaub per aver tentato di girare clandestinamente una scena censurata dalla produzione sull'incontro di Secretariat con il presidente Richard Nixon.
- Rutabaga Rabbitowitz, voce originale di Ben Schwartz, italiana di Federico Di Pofi.

Un coniglio che inizialmente lavora alla Vigor, nell'ufficio sotto quello di Princess Carolyn. Inizia una relazione extraconiugale con Carolyn, promettendole di divorziare a breve; e in seguito la persuade a lasciare la Vigor per unirsi a lui nella sua nuova compagnia di agenti. Princess Carolyn lo lascia dopo aver compreso la sua reale riluttanza ad abbandonare il matrimonio.
- Corduroy Jackson-Jackson, voce originale di Brandon T. Jackson, italiana di Guido Di Naccio.

Il co-protagonista umano di BoJack nel film su Secretariat. Più tardi muore per asfissia erotica e il film viene dedicato alla sua memoria.
- Wanda Pierce, voce originale di Lisa Kudrow, italiana di Irene Di Valmo.

Una civetta che lavora come dirigente al network MBN. Si è recentemente risvegliata da un coma di 30 anni ed inizia una relazione con BoJack. Avendo perso gli ultimi 30 anni di cultura pop, non conosce né BoJack né la sua fama televisiva. I due rimangono insieme per 9 episodi, finché la civetta non lascia BoJack, esasperata dall'eccessivo cinismo del cavallo.
- Hank Hippopopalus, voce originale di Philip Baker Hall, italiana di Bruno Alessandro.

Un ippopotamo che in passato ha lavorato come presentatore di un popolarissimo talk show intitolato Hank After Dark. Nel 1994 ha vinto il premio Animal's Choice Award a cui erano candidati anche BoJack e Mr. Peanutbutter. Diane causa inavvertitamente una controversia nominandolo tra le celebrità che hanno fatto cose peggiori rispetto a BoJack, riportando a galla alcune accuse, da Hank insabbiate in passato, di molestie nei confronti di ben otto segretarie.
- Ana Spanakopita, voce originale di Angela Bassett, italiana di Gilberta Crispino.

L'assistente di BoJack per vincere l'Oscar. Inizierà in seguito una breve relazione con lui.
- Penny Carson, voce originale di Ilana Glazer, italiana di Giulia Franceschetti.

Una cerva diciassettenne figlia di Charlotte e Kyle. Nell'episodio Fuga da L.A. chiede a BoJack di farle da accompagnatore al ballo di fine anno della sua scuola.

### Introdotti nella terza stagione
- Emily, voce originale di Abbi Jacobson, italiana di Gaia Bolognesi.

La prima fidanzata di Todd che lo ha lasciato, dato che lui non si interessava a lei. Si riunisce a Todd nella terza stagione.
- Bel Baffetto, voce originale di Jeffrey Wright, italiana di Angelo Maggi.

È uno sceneggiatore di successo che ha vinto numerosi premi, specialmente per la serie che l'ha reso famoso Krill & Grace e che nel 2007 scriverà la sceneggiatura di un episodio pilota di una serie per cui verrà ingaggiato BoJack: la voglia di quest'ultimo di liberarsi dal suo iconico ruolo in Horsin' Around lo porterà a stravolgere la sceneggiatura riempiendola di trovate di dubbio gusto convinto di rivoluzionare il modo di fare televisione. La serie si rivela un tremendo insuccesso e questo lo porterà ad abbandonare l'ambiente di Hollywood.
- Skinny Gina, voce originale di Constance Zimmer, italiana di Alessandra Cassioli.

È un'orca che lavora nel bordello per famiglie di Richie Osborne. A seguito del suo arresto verrà assunta dal Cabracadabra, la nuova agenzia di tassiste fondata da Todd e da Mr. Peanutbutter.
- Judah, voce originale di Diedrich Bader, italiana di Stefano Alessandroni.

Collaboratore di Princess Carolyn nella sua agenzia VIM. Egli appare come un giovane uomo sempre ligio al dovere e piuttosto apatico, e lui stesso rivela a Princess Carolyn di amarla, e alla fine si sposano.
- Ralph Stilton, voce originale di Raúl Esparza, italiana di Riccardo Niseem Onorato (stagione 3) e Alessandro Quarta (stagioni 4-5).

È un topo che diventa il fidanzato di Princess Carolyn.
- Stefani Stilton, voce originale di Kimiko Glenn, italiana di Valentina Mari.

Sorella di Ralph Stilton, a capo del blog Girl Croosh, dove lavora Diane.
- Katrina, voce originale di Lake Bell, italiana di Laura Romano.

È l'ex moglie umana di Mr. Peanutbutter. Alla fine della terza stagione contatta l'ex marito per farlo diventare governatore della California e nella quarta stagione lo aiuta nella campagna elettorale.

### Introdotti nella quarta stagione
- Hollyhock Mannheim-Mannheim-Guerrero-Robinson-Zilberschlag-Hsung-Fonzarelli-McQuack, voce originale di Aparna Nancherla, italiana di Lucrezia Marricchi.

La presunta figlia di BoJack. È stata adottata da otto padri in una relazione poliamorosa. Si scoprirà in seguito essere la sorellastra di BoJack, nata da una relazione tra Butterscotch e la domestica Henrietta.
- Woodcharles "Woodchuck" Coodchuck-Berkowitz, voce originale di Andre Braugher, italiana di Alessandro Rossi.

La marmotta, candidato governatore della California, avversario di Mr. Peanutbutter.
- Joseph Sugarman, voce originale di Matthew Broderick, italiana di Luciano Roffi.

Il padre padrone di Beatrice e nonno di BoJack, a capo della Sugarman Corporation.
- Honey Sugarman, voce originale di Jane Krakowski, italiana di Roberta Pellini.

La madre di Beatrice, nonna di BoJack. Il marito la obbliga a subire una lobotomia, dopo che la donna cade in depressione a causa della morte del figlio Crackerjack nella seconda guerra mondiale.
- Courtney Portnoy, voce originale di Sharon Horgan, italiana di Monica Volpe.

Una famosa attrice, cliente di Princess Carolyn. Inizia una finta relazione con Todd.
- Flip McVicker, voce originale di Rami Malek.

Il creatore umano nella nuova serie TV Philbert, il quale si trova spesso in disaccordo con BoJack.
- Yolanda Buenaventura, voce originale di Natalie Morales, italiana di Laura Lenghi.

Una axolotl, impiegata al Better Business Bureau, inviata per investigare sulle attività di Todd. Alla fine della stagione diventa un probabile interesse amoroso di Todd, in quanto anch'ella asessuale.

### Introdotti nella quinta stagione
- Gina Cazador, voce originale di Stephanie Beatriz, italiana di Irene Di Valmo.

La coprotagonista di Philbert che inizia una relazione con BoJack, durante la quinta stagione. Il rapporto tra i due terminerà a causa del tentato soffocamento della donna da parte di BoJack, incapace di distinguere la realtà, a causa delle droghe assunte.
- Pickles Aplenty, voce originale di Hong Chau, italiana di Ilaria Latini.

Una cameriera che lavora al ristorante di BoJack, nata nel 1993, che diventa in seguito la fidanzata di Mr. Peanutbutter.
- Henry Fondle, voce originale di Aaron Paul, italiana di Andrea Lavagnino.

Un robot da sesso creato da Todd per la sua amica Emily. Diventerà, a causa di vari malintesi, il presidente di Cheoresonoinquestomomento.com.
- Vance Waggoner, voce originale di Bobby Cannavale, italiana di Pasquale Anselmo.

Un attore umano sempre sotto accusa dell'opinione pubblica, a causa dei suoi continui comportamenti scorretti.

### Introdotti nella sesta stagione
- Dottor Champ, voce originale di Sam Richardson, italiana di Sandro Acerbo.

Il terapista di BoJack.
- Guy, voce originale di Lakeith Stanfield, italiana di Edoardo Stoppacciaro.

Il cameraman bisonte di Diane, nonché suo nuovo interesse amoroso, divorziato e con un figlio.
- Sharona, voce originale di Rachel Bloom (stagione 1) e Amy Sedaris (stagione 6).

La parrucchiera di BoJack durante Horsin' Around, già apparsa brevemente in alcuni episodi della prima e della quinta stagione.
- Joey Pogo, voce originale di Hilary Swank, italiana di Alessio Puccio.

Un cantante pop che diventa amico di Mr. Peanutbutter, credendo quest'ultimo il "volto della depressione".
- Paige Sinclair, voce originale di Paget Brewster, italiana di Roberta Greganti.

Una reporter maiale di Hollywoo Reporter che indaga sulla morte di Sarah Lynn.
- Maude, voce originale di Echo Gillette.

Una coniglietta che lavora nel bar Cinnabunny nell'Air Bud International Airport. Fa un match con Todd, dopo che BoJack le consiglia di scaricare la sua applicazione per asessuali.

## Personaggi minori
- Laura, voce originale di Rachel Bloom, voce italiana di Marina Guadagno.

È la segretaria umana di Princess Carolyn nel corso della prima stagione. Dalla seconda stagione viene sostituita da un uomo di nome Stuart.
- Quentin Tarantulino, voce originale di Kevin Bigley, italiana di Massimo Lopez.

Una regista tarantola, parodia di Quentin Tarantino.
- Cameron Crow, voce originale di Adam Conover, voce italiana di Alessandro Budroni.

Un regista corvo imperiale, parodia di Cameron Crowe.
- Mr. Witherspoon, voce originale di Stephen Colbert, italiana di Dante Biagioni.

Una rana bue a capo dell'agenzia Vigor, nonché principale di Princess Carolyn. Ha un figlio di nome Charley.
- Angela Diaz, voce originale di Angelica Huston, italiana di Ludovica Modugno.

Un'umana a capo degli studios che produssero Horsin' Around. Costrinse BoJack a non prendere le difese di Herb Kazazz quando venne scoperta la sua omosessualità.
- Abe, voce originale di Garry Marshall, italiana di Giorgio Lopez.

Un pescegatto regista. Sostituisce Kelsey Jennings dopo essere stata licenziata da Lennie Turltetaub.
- Kyle Carson, voce originale di Ed Helms, italiana di Mauro Gravina.

Umano e attuale marito di Charlotte, padre di Trip e Penny.
- Trip Carson, voce originale di Adam Pally, italiana di Dario De Rosa.

Umano, figlio di Charlotte e Kyle.
- Copernicus, voce originale di Liev Schreiber, italiana di Edoardo Siravo.

Parodia di Del Close, è un gatto persiano fondatore del gruppo d'improvvisazione Shenanigags.
- Marv Sbarbori, voce originale di Paul F. Tompkins, italiana di Renato Cecchetto.

Ex capo di Princess Carolyn nel 2007.
- Alexi Brosefino, voce originale di Dave Franco, italiana di Andrea Mete.

Un giovane attore di successo che invita per sbaglio Diane a una sua festa a base di droga.
- Captain Peanutbutter, voce originale di "Weird Al" Yankovic, italiana di Massimo Bitossi.

È il fratello maggiore di Mister Peanutbutter che ha la torsione della milza e per questo dev'essere operato. Si scoprirà che l'operazione sarà andata a buon fine.
- Richie Osborne / Goober, voce originale di Fred Savage, italiana di Fabrizio Vidale.

È un umano che da giovane era una guest star in Horsin' Around e che oggi è diventato un boss della droga e proprietario di un bordello per famiglie. Compare nello speciale natalizio e nell'episodio BoJack uccide.
- Sandro, voce originale di Paul F. Tompkins, italiana di Teo Bellia.

Lo chef immigrato italiano che lavora nel ristorante Elefante di BoJack.
- Cameriere, voce originale di Baron Vaughn, italiana di Emiliano Coltorti.

Il cameriere innominato del ristorante Elefante.
- Sadie, voce originale di Jaime Pressly.

Una giovane ragazza umana incinta, di cui Princess Carolyn vorrebbe adottare il figlio.
- Dr. Indira, voce originale di Issa Rae.

La psicoterapista lesbica di Diane.
- Jeremiah Whitewhale, voce originale di Stephen Root.

Un beluga a capo del conglomerato Whitewhale Enterprises.
- Jorge Chavez, voce originale di Jaime Camil, italiana di Eugenio Marinelli.

Il patrigno di Todd.
- Maximillian Banks, voce originale di Max Greenfield, italiana di Gianni Giuliano.

Un reporter umano di Hollywoo Reporter che indaga sulla morte di Sarah Lynn.

## Celebrità
Le seguenti celebrità compaiono nel corso della serie come parodie di loro stesse oppure in versioni animali antropomorfizzati.

### Doppiate dalle celebrità in persona
- Margo Martindale, voce italiana di Daniela Debolini.

Parodia dell'omonima attrice caratterista, nel corso della serie la si vede spesso aiutare BoJack come complice dei suoi piani.
- Naomi Watts, voce italiana di Georgia Lepore.

Parodia dell'omonima attrice, compare nell'episodio Un mezzo cavallo, dove la si vede partecipare alla lavorazione del film su Mr. Peanutbutter nei panni di Diane Nyugen.
- Wallace Shawn, voce italiana di Pieraldo Ferrante.

Parodia dell'omonimo attore, interpreta BoJack nel film su Mr. Peanutbutter diretto da Quentin Tarantulino nell'episodio Un mezzo cavallo.
- Henry Winkler, voce italiana di Sergio Di Giulio.

Parodia dell'omonimo attore, era grande amico di Herb Kazzaz, con cui aveva lavorato per Habitat for Humanity. Nell'episodio Ancora rotto lo si vede al suo funerale.
- Paul McCartney, voce italiana di Antonio Palumbo.

Compare alla fine dell'episodio Dopo la festa, dove sbuca fuori dalla torta di compleanno di Diane.
- Matthew Fox, voce italiana di Vittorio Guerrieri.

Parodia dell'omonimo attore, nella serie viene rappresentato come un lupo. Compare nell'episodio Il lato oscuro di Hank, in cui lo si vede presentare i 1994 Animal's Choice Awards assieme a Scott Wolf.
- Scott Wolf, voce italiana di Fabrizio Manfredi.

Parodia dell'omonimo attore, nella serie viene rappresentato come una volpe. Compare nell'episodio Il lato oscuro di Hank, in cui lo si vede presentare i 1994 Animal's Choice Awards assieme a Matthew Fox.
- Daniel Radcliffe, voce italiana di Davide Perino.

Compare nell'episodio Scopriamolo come concorrente nel game show di Mr. Peanutbutter.
- Lance Bass, voce italiana di Stefano Oppedisano.

Parodia dell'omonimo cantante, nella serie viene rappresentato come un persico trota. Compare nell'episodio In alto mare come concorrente nel game show di Mr. Peanutbutter.
- Jessica Biel, voce italiana di Alessandra Korompay.

La seconda moglie di Mr. Peanutbutter nel 2007.
- Jorge Garcia.

BoJack lo vede nel 2007.
- Leonard Maltin, voce italiana di Saverio Indrio.

Conduce i Leonard Maltin Awards.
- Greg Kinnear, voce italiana di Pieraldo Ferrante.
- Wiz Khalifa.

Presenta gli Oscar per la miglior canzone.
- Carla Hall.

Fa un tutorial su MSNBSea su come salvare Pacific Ocean City da un maremoto di spaghetti. Ci penserà poi Mr. Peanutbutter a salvare la situazione con i suoi scolapasta.
- David Chase.

Il creatore della sitcom Mr. Peanutbutter's House.
- Vincent D'Onofrio, voce italiana di Francesco Prando.

L'attore scelto per l'iniziale reboot di Horsin' Around.
- Paul Giamatti.

Interpreta BoJack nella miniserie The Sarah Lynn Story.
- Felicity Huffman.

Vive sotto la casa di BoJack e conduce un reality dal nome FHBA: Los Angeles.
- Zach Braff.

Appare alla raccolta fondi di Mr. Peanutbutter. In seguito gli verrà dato fuoco da Jessica Biel, per usarlo come nutrimento per le persone precipitate sottoterra.
- Sir Mix-a-Lot, voce italiana di Stefano Santerini.

È un giudice nel reality di Felicity Huffman.
- Laura Linney, voce italiana di Roberta Pellini.

Incontra Diane su un volo di ritorno dal Vietnam, dove era ambientato il suo ultimo film.
- Mark Feuerstein.

La voce pubblica di Vance Waggoner, dopo l'ultima accusa ricevuta da quest'ultimo per antisemitismo.
- Cindy Crawfish.

Un gambero, parodia di Cindy Crawford.
- Flea Daniels.

Una pulce, parodia di Lee Daniels.
- Chloë Grace Moretz.

Partecipa al programma Il diario di Anna Frankenstein.

### Doppiate da altri
- Charlie Rose, voce originale di Patton Oswalt, italiana di Luciano De Ambrosis.

Intervista BoJack nell'episodio BoJack Horseman: la storia di BoJack Horseman, capitolo uno.
- Derek Jeter, voce originale di Chris Cox.

Famoso interbase.
- Beyoncé, voce originale di Yvette Nicole Brown, italiana Milvia Bonacini.

Compare nell'episodio La lettera D, in cui cade scivolando su un mucchio di banconote da un dollaro.
- Secretariat, voce originale di John Krasinski, italiana di Paolo Maria Scalondro.

Parodia antropomorfizzata dell'omonimo cavallo da corsa, è un cavallo corridore nonché eroe d'infanzia di BoJack. Muore suicida a causa di uno scandalo che lo vede coinvolto in un giro di scommesse sulle corse.
- Andrew Garfield, voce originale di Paul F. Tompkins, italiana di Emiliano Coltorti.

Parodia dell'omonimo attore, è il ragazzo di Sarah Lynn.
- J.D. Salinger, voce originale di Alan Arkin, italiana di Pietro Biondi.

Nella finzione dello show, lo scrittore J.D. Salinger ha falsificato la propria morte e lavora in incognito in un negozio di biciclette. Viene scoperto da Rutabaga e convinto da Princess Carolyn a lavorare in TV, creando un gioco a premi presentato da Mr. Peanutbutter.

## Guest star
- Neal McBeal, voce originale di Patton Oswalt, italiana di Ambrogio Colombo.

Una foca membro della Navy SEAL. Nell'episodio BoJack traditore della patria entra in faida con BoJack a causa del fatto che quest'ultimo si era mangiato dei muffin da lui "prenotati".
- Irving Jannings, voce originale di Amy Schumer, italiana di Lucrezia Marricchi.

La ribelle figlia adolescente di Kelsey Jannings.
- Amanda Hannity, voce originale di Christine Baranski, italiana di Aurora Cancian.

Un lamantino che lavora come capo-redattore della rivista Matinee Fair.
- Mia McKibbin, voce originale di Tatiana Maslany, italiana di Eva Padoan.

Un topo che lavora al game show di Mr. Peanutbutter.
- Riccio senza nome, voce originale di Ricky Gervais.

Gestisce l'orfanotrofio alla memoria di Herb Kazzaz.
- Jurj Clooners, voce originale di Jay Mohr.

Parodia di George Clooney.
- Eddie, voce originale di Colman Domingo, italiana di Bruno Alessandro.

Una libellula che aiuta BoJack a riparare la sua casa di famiglia.
- Ruthie, voce originale di Kristen Bell.

L'immaginaria discendente futura di Princess Carolyn.
- Regina formica, voce originale di RuPaul, italiana di Stefania Romagnoli.

La regina delle formiche che vivono nel sottosuolo.
- Cutie Cutie Cupcake, voce originale di David Sedaris.

La madre di Princess Carolyn, apparsa nei flashback della figlia.
- Cooper Thomas Rogers Wallace, Jr., voce originale di Brian Tyree Henry, italiana di Gianluca Crisafi.

Il figlio volpe del datore di lavoro di Cutie Cutie Cupcake, di cui una giovane Princess Carolyn rimane inizialmente incinta.